# Stazione di Baveno
Stazione di Baveno vasútállomás Olaszországban, Baveno településen.

## Vasútvonalak
Az állomást az alábbi vasútvonalak érintik:
- Domodossola–Milánó-vasútvonal

## Kapcsolódó állomások
A vasútállomáshoz az alábbi állomások vannak a legközelebb:
- Stazione di Verbania-Pallanza
- Stazione di Stresa